# Brexit: The Uncivil War
Brexit: The Uncivil War är en brittisk TV-dramafilm från 2019, skriven av James Graham och regisserad av Toby Haynes. Filmen skildrar upptakten till folkomröstningen om Storbritanniens medlemskap i EU, och de aktiviteter som strategerna bakom organisationen Vote Leave gjorde inför valet, vilket ledde till Storbritanniens beslut om att lämna den Europeiska unionen, även känt som Brexit. Filmen sändes på Channel 4 i Storbritannien den 7 januari och sändes på HBO i USA den 19 januari. Benedict Cumberbatch spelar huvudrollen som Dominic Cummings, kampanjchefen för Vote Leave.

## Rollista
- Benedict Cumberbatch − Dominic Cummings
- Rory Kinnear − Craig Oliver
- Lee Boardman − Arron Banks
- Richard Goulding − Boris Johnson
- John Heffernan − Matthew Elliott
- Oliver Maltman − Michael Gove
- Simon Paisley Day − Douglas Carswell
- Lucy Russell − Elizabeth Denham
- Paul Ryan − Nigel Farage
- Kyle Soller − Zack Massingham
- Liz White − Mary Wakefield
- Kate O'Flynn − Victoria Woodcock
- Nicholas Day − John Mills
- Tim McMullan − Bernard Jenkin
- Richard Durden − Bill Cash
- Gavin Spokes − Andrew Cooper
- Aden Gillett − Robert Mercer
- Mark Dexter − David Cameron (röst)
- Mark Gatiss − Peter Mandelson (röst)
- Annabelle Dowler − Facilitator
- Gabriel Akuwudike − Robin
- John Arthur − Roger
- Rakie Ayola − Camilla
- Jay Simpson − Steve
- Heather Coombs − Sandra
- Kiran Sonia Sawar − Shamara